# Psapharochrus longipennis
Psapharochrus longipennis là một loài bọ cánh cứng trong họ Cerambycidae.